# Nanjing Xi Lu
Nanjing Xi Lu (chiń. 南京西路站) – stacja metra w Szanghaju, na linii 2. Zlokalizowana jest pomiędzy stacjami Jing’an Si oraz Renmin Guangchang. Została otwarta 28 października 1999.